# Fortune (Newfoundland och Labrador)
Fortune är kommun (av typen town) och ort i provinsen Newfoundland och Labrador i Kanada. Den ligger på Burin Peninsula vid Fortune Bay på ön Newfoundland i den sydöstra delen av provinsen. Vid folkräkningen 2016 hade kommunen 1 401 invånare, varav 1 007 i tätorten.
Från Fortune finns färjeförbindelse till Saint-Pierre i det franska territoriet Saint-Pierre och Miquelon.